# Acalypha noronhae
Acalypha noronhae är en törelväxtart som beskrevs av Henry Nicholas Ridley. Acalypha noronhae ingår i släktet akalyfor, och familjen törelväxter. Inga underarter finns listade i Catalogue of Life.